# Schizopera kunzi
Schizopera kunzi är en kräftdjursart som beskrevs av Apostolov 1967. Schizopera kunzi ingår i släktet Schizopera och familjen Diosaccidae. Inga underarter finns listade i Catalogue of Life.